# Улица Расковой (Москва)
У́лица Раско́вой (до 1918, в 1922—1933 и в 1938—1943 годах — улица Старая Башиловка, в 1918—1922 годах — Ленинская улица, в 1933—1938 годах — улица Ленина) — улица в Северном административном округе Москвы, в районе Беговой, между Ленинградским проспектом и улицей Нижняя Масловка.

## Происхождение названия
Первоначально — улица Старая Башиловка: по фамилии землевладельца А. А. Башилова.
Названа в 1943 году в память о Герое Советского Союза М. М. Расковой (1912—1943) — лётчице, штурмане самолета «Родина», на котором вместе с П. Д. Осипенко и В. С. Гризодубовой совершила в 1938 году беспосадочный перелёт Москва — Дальний Восток. Во время Великой Отечественной войны участвовала в формировании женских авиационных полков. Погибла при исполнении служебных обязанностей. Улица (как и площадь, и переулок Расковой) расположена в районе Военно-воздушной инженерной академии им. Н. Е. Жуковского, где работала М. М. Раскова.

Памятная доска на доме 2
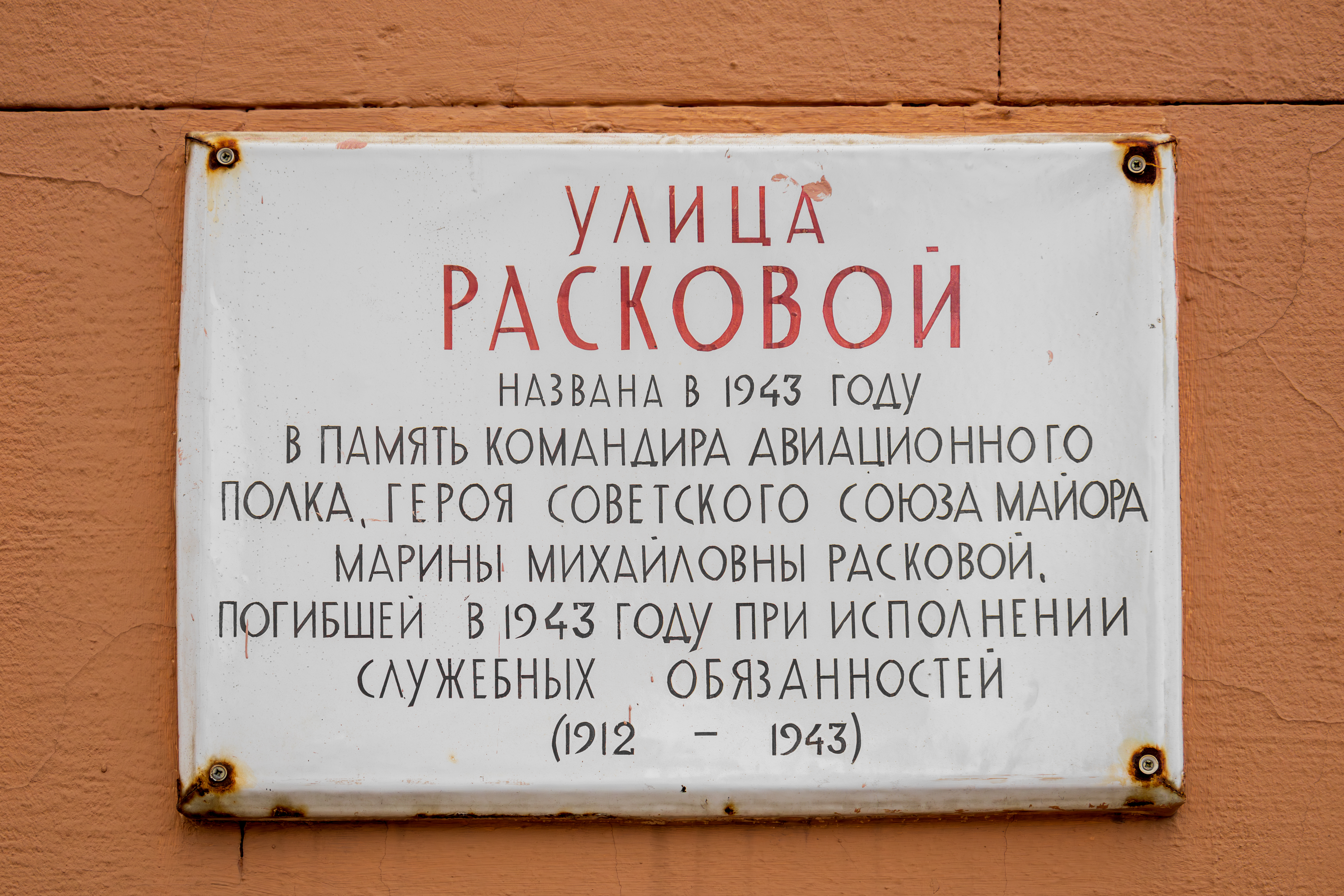

## Примечательные здания и сооружения
По нечётной стороне:
- № 3 — жилой дом. Здесь жил публицист и литературовед Давид Заславский[2].

По чётной стороне:
- № 16/18 — дом 1955 года постройки. Лепнина в виде античных ваз украшает фасад дома.
- № 20 — дом 1910 года постройки.
- № 34 — Типография «Красный печатник» (1920-е — 1930-е)[3]

Также на улице расположены:
- корпуса МПО имени И. Румянцева
- отель Советский (официальный адрес — Ленинградский проспект)
- студенческое общежитие циркового училища им. М. Н. Румянцева (Карандаша)

## Транспорт

### Наземный транспорт
По улице Расковой проходят маршруты автобусов 82, 382.

### Метро
- Станции метро «Динамо» Замоскворецкой линии и «Петровский парк» Большой кольцевой линии (соединены переходом) — северо-западнее улицы, на Ленинградском проспекте
- Станции метро «Савёловская» Серпуховско-Тимирязевской линии и «Савёловская» Большой кольцевой линии (соединены переходом) — северо-восточнее улицы, на площади Савёловского Вокзала

### Железнодорожный транспорт
- Савёловский вокзал — северо-восточнее улицы, на площади Савёловского Вокзала
- Платформа «Савёловская» Алексеевской соединительной линии — северо-восточнее улицы, на площади Савёловского Вокзала